# 小行星6827
小行星6827（英語：6827 Wombat）是一颗围绕太阳公转的小行星。1990年9月27日，浦田武在清水町发现了此天体。
这颗小行星的绝对星等为81.82162688347363等。